# Pauke

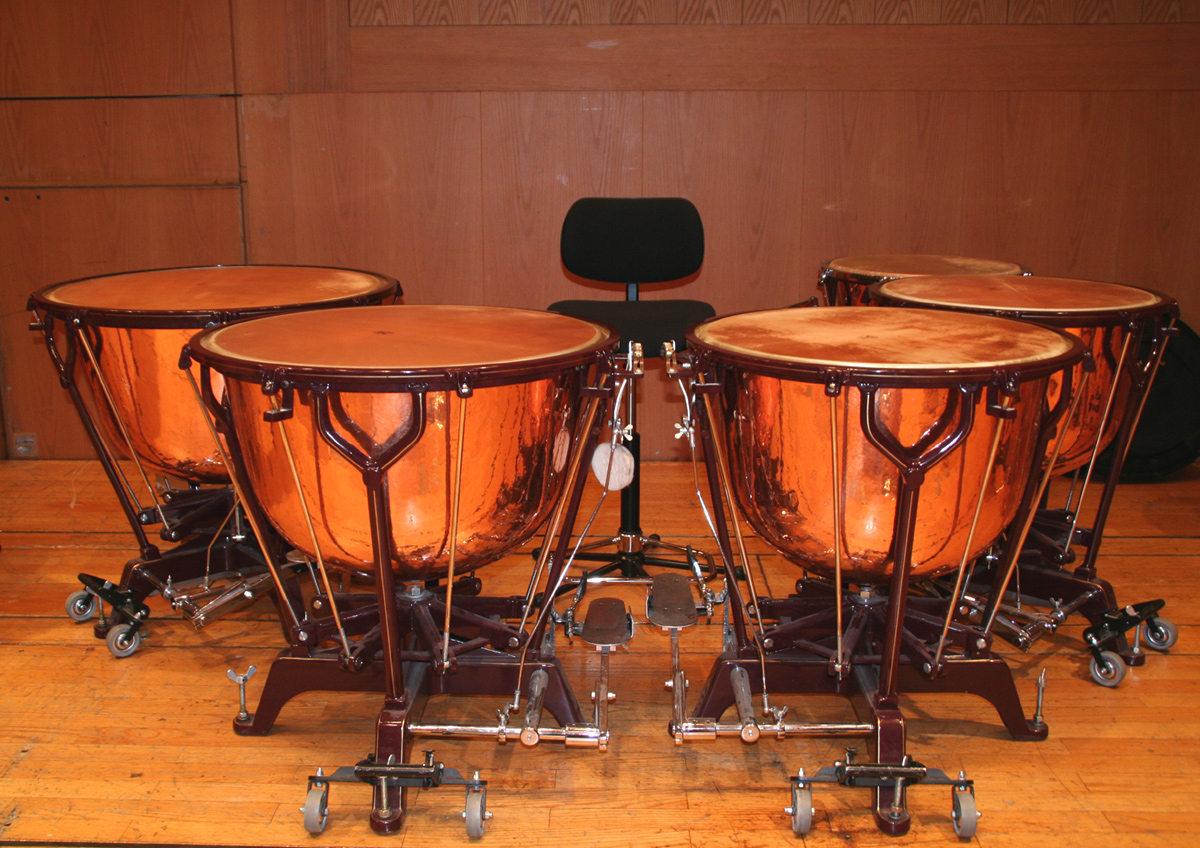
Üblicher Orchesteraufbau mit vier Pedalpauken (plus einer Piccolopauke), hier mit Naturfellen (Kalb)

Die Pauke (italienisch timpano) ist als Kesseltrommel ein Schlaginstrument aus der Gruppe der Membranophone.
Die Pauke besteht meist aus einem fast halbkugeligen (parabolischen) Kupferblechkessel, der mit einem Fell aus Kunststoff oder Tierhaut bespannt ist und mit Schlägeln gespielt wird. Aus der Musikgeschichte und dem Orff-Schulwerk sind auch runde und eckige Pauken aus Holz bekannt. Ferner gibt es heute auch Paukenkessel aus Kunstmaterialien (zum Beispiel glasfaserverstärkter Kunststoff) oder Aluminium. Der Kessel hat in der Mitte des Bodens eine Öffnung, die vornehmlich dem Druckausgleich dient und Einfluss auf Ausklingzeit und Anschlagverhalten haben kann. Durch einen Mechanismus, der entweder unten am Fuß, im Paukeninneren oder unter dem Rand angebracht ist, kann die Spannung des Fells variiert werden. Dadurch lässt sich die Tonhöhe während des Spielens verändern.
Die paarweise Verwendung ist üblich; einzelne Musikstücke erforderten aber schon seit dem 18. Jahrhundert vier oder mehr Instrumente.

## Formen

### Stimmung
Die Spannvorrichtung zum Stimmen der Pauke besteht aus Schrauben (Flügelmuttern) und Kurbel bzw. einer Pedalmaschine. Pauken, bei denen das zeitraubende Anziehen der einzelnen Schrauben durch eine sogenannte „Maschine“ ersetzt ist, welche auf die ganze Peripherie gleichmäßig wirkt, heißen Maschinenpauken. Bei den Pedalpauken lässt sich die Tonhöhe mit Hilfe eines Pedals regeln. Somit ist der Paukist in der Lage, die Stimmung während des Spielens stufenlos zu verändern (Glissando). Eine weitere Sonderform ist die Wiener Pauke, bei der mittels eines Handrades nicht das Fell, sondern der Kessel durch Hebelbewegung auf und nieder bewegt wird.
Heute  benutzt man Pauken in fünf verschiedenen Größen mit einem Tonumfang von Des–B oder D–A (Basspauke), F–d (Große Pauke), B–fis oder A–fis (Kleine Pauke), es–a oder e–c’ (Hohe Pauke) und g–d’.

### Bespannung
Weltweit haben sich für die mit Metallringen befestigte Bespannung der Pauken Kunststofffelle (Plastikfelle) durchgesetzt. In den großen Spitzenorchestern der klassischen Tradition in Österreich, Deutschland und der Schweiz sowie in den USA, Großbritannien, Australien, Japan, Skandinavien und in Teilen Frankreichs wird jedoch weiterhin auf Naturfellen gespielt. In Österreich, in der Schweiz und auch in Teilen Skandinaviens sind dies meist geschärfte Ziegenfelle, in Deutschland und in den übrigen Ländern meist imprägnierte gespaltene Kalbsfelle (aus Celbridge, Irland). Natur-Paukenfelle bestehen aus Tierhaut – ohne Haare.

## Verwendung
Meist werden im Orchester zwei bis vier Pauken nebeneinander gebraucht; in neuerer Zeit werden zur Realisierung schnell aufeinanderfolgender, unterschiedlicher Töne bis zu zehn Pauken von einem Paukisten (Gruber: „Charivari“), bis zu sechzehn Pauken von zwei und mehreren Paukisten gespielt. Schon im Barock gab es Solo-Stücke für einen oder mehrere Paukisten (Gebrüder A. D. und A. D. P. Philidor, Babelon, um 1690). Bei Wagner, Strauss, Mahler und Carl Nielsen gibt es Werke, in denen zwei Paukisten beschäftigt sind. Berlioz setzte in seiner Symphonie Fantastique vier und in seinem Requiem (Grande messe des morts) sogar zehn Paukisten ein.

## Schlägel und Schlagtechnik

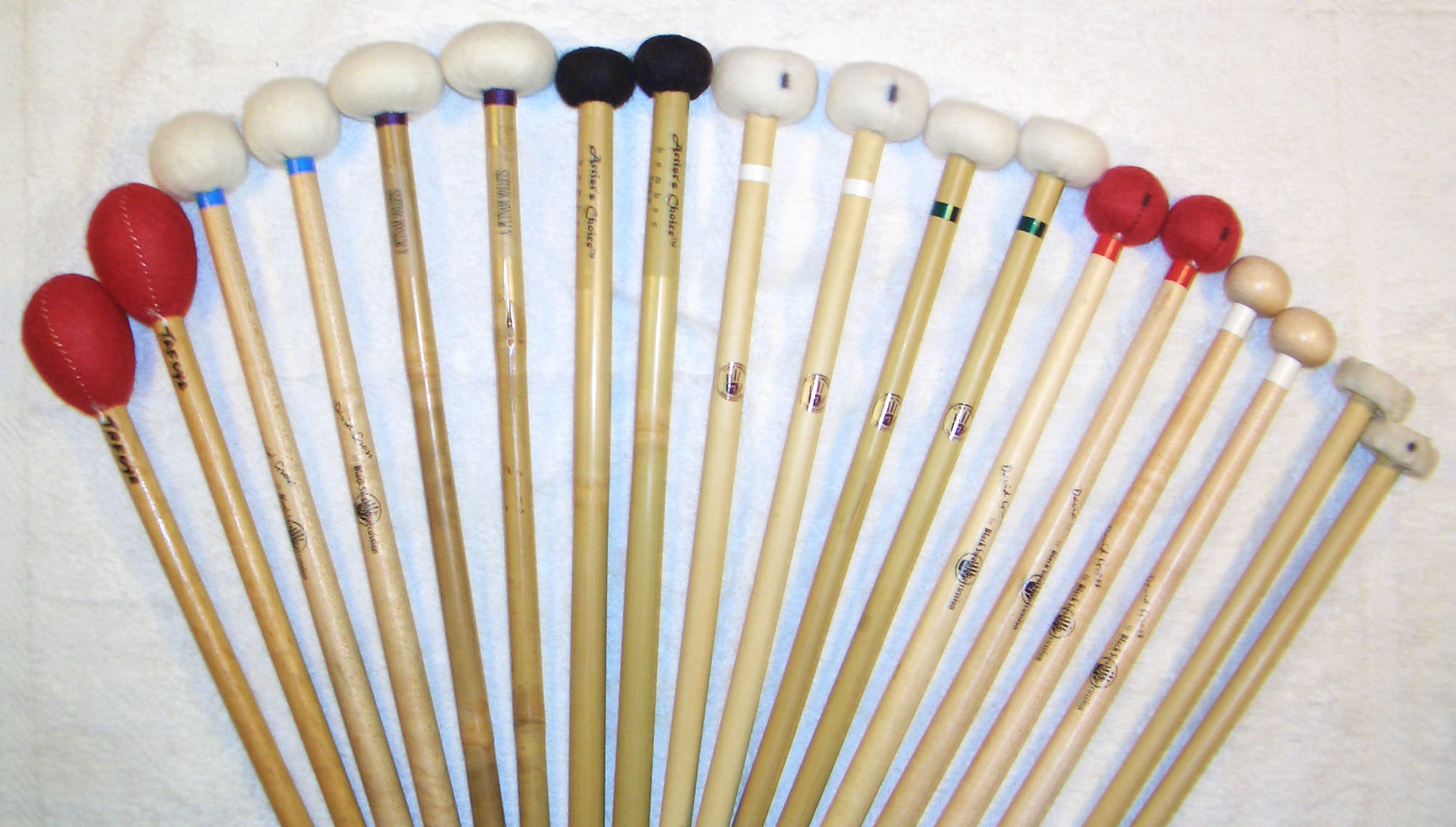
Paukenschlägel-Set

Die Schlägel (Paukenschlägel) der Pauke haben Köpfe aus Filz, Leder, Flanell, Kork oder Holz. Somit kann der Spieler unterschiedliche Klangnuancen von weich (Filz) bis hart (Holz) realisieren. Für besondere Effekte kann die Art der Schlägel vorgeschrieben sein. Die gelernten Kunstpauker bedienen sich zahlreicher so genannter Schlagmanieren oder Kunstschläge (einfache Zunge, Doppelzunge, getragene Zunge [von den Blasinstrumenten entlehnte Ausdrücke], Doppelkreuzschläge, Wirbel usw.), in welche sie auch bei Aufzügen, Intraden und anderen Stücken die nur einfach vorgeschriebenen Noten auflösen. Diese Technik wird in der Musikliteratur bis zur frühen Romantik angewendet. Spätestens mit der Wandlung der Klangvorstellung (Berlioz, von Weber) hat sich das Anschlagsmittel und mit ihm die Technik verändert. War bis dahin der Holzschlägel tonangebend, so ist jetzt der Schwammschlägel Trumpf, aus dem sich der heute hauptsächlich gebräuchliche Filz- oder Flanellschlägel entwickelte. Aus dem von der Trommeltechnik abgeleiteten Doppelschlagwirbel (RR LL), bei dem man deutlich die Zweiergruppierung heraushörte, entwickelte sich der als Paukenwirbel bekannte Einschlagwirbel (RLRL), der möglichst ebenmäßig und ohne hörbare Akzentuierung auszuführen ist.
In der Militärmusik wurden Pauken früher traditionell bei berittenen Truppenteilen eingesetzt. Fußtruppen verwendeten als Schlagwerk dagegen die wesentlich einfacher zu transportierende Kleine Trommel (siehe auch Kavalleriemarsch).

## Geschichte

### Etymologie
Der Ursprung der Bezeichnung Pauke ist unsicher. Sie begegnet zuerst im Mittelhochdeutschen (pûke, auch bûke, erst im Frühneuhochdeutschen diphthongiert zu pauke/bauke) und mag ein Lehnwort aus dem Lateinischen oder Griechischen darstellen; versucht wurden unter anderem Herleitungen vom Namen der sambuca, also eines antiken Saiteninstruments, und von der bucina, einem Blechblasinstrument der Römerzeit. Wahrscheinlich stellt es aber vielmehr eine lautmalerische Wortschöpfung jüngeren Datums dar, zum Vergleich bietet sich das wohl ebenfalls lautmalende Verb pochen „klopfen, mit lautem Ton wiederholt auf etwas schlagen“ an.
Aus dem Deutschen gelangte das Wort ins Niederländische (pauk) sowie in die skandinavischen Sprachen (dänisch und norwegisch pauke, schwedisch puka). Die Bezeichnungen der Pauke in den romanischen Sprachen leiten sich hingegen entweder vom Namen des Tympanons her, also aus dem Griechischen (so etwa italienisch timpano, spanisch tímpano), oder/und von der arabischen Tabl (arabisch طبل, DMG ṭabl; daraus spanisch timbal und französisch timbale, außerdem französisch tabor und tambour „Trommel“ sowie tambourin „Schellentrommel“).
Die musikterminologische Beschränkung des Wortes auf die Kesselpauke ist sekundär. Dementsprechend wird in der Allgemein- und Umgangssprache oft auch z. B. die in Blasmusik-Kapellen und Marching Bands verwendete Große Trommel als „Pauke“ bezeichnet. Die allgemeine mittelalterliche Wortbedeutung kommt noch im übertragenen Sinn in der Redewendung „auf die Pauke hauen“ zum Ausdruck. Die Standpauke ist seit dem 19. Jahrhundert eine „nachdrückliche Strafrede“. Als Pauker bezeichnet man seit dem 18. Jahrhundert umgangssprachlich auch Lehrer.

### Vorformen

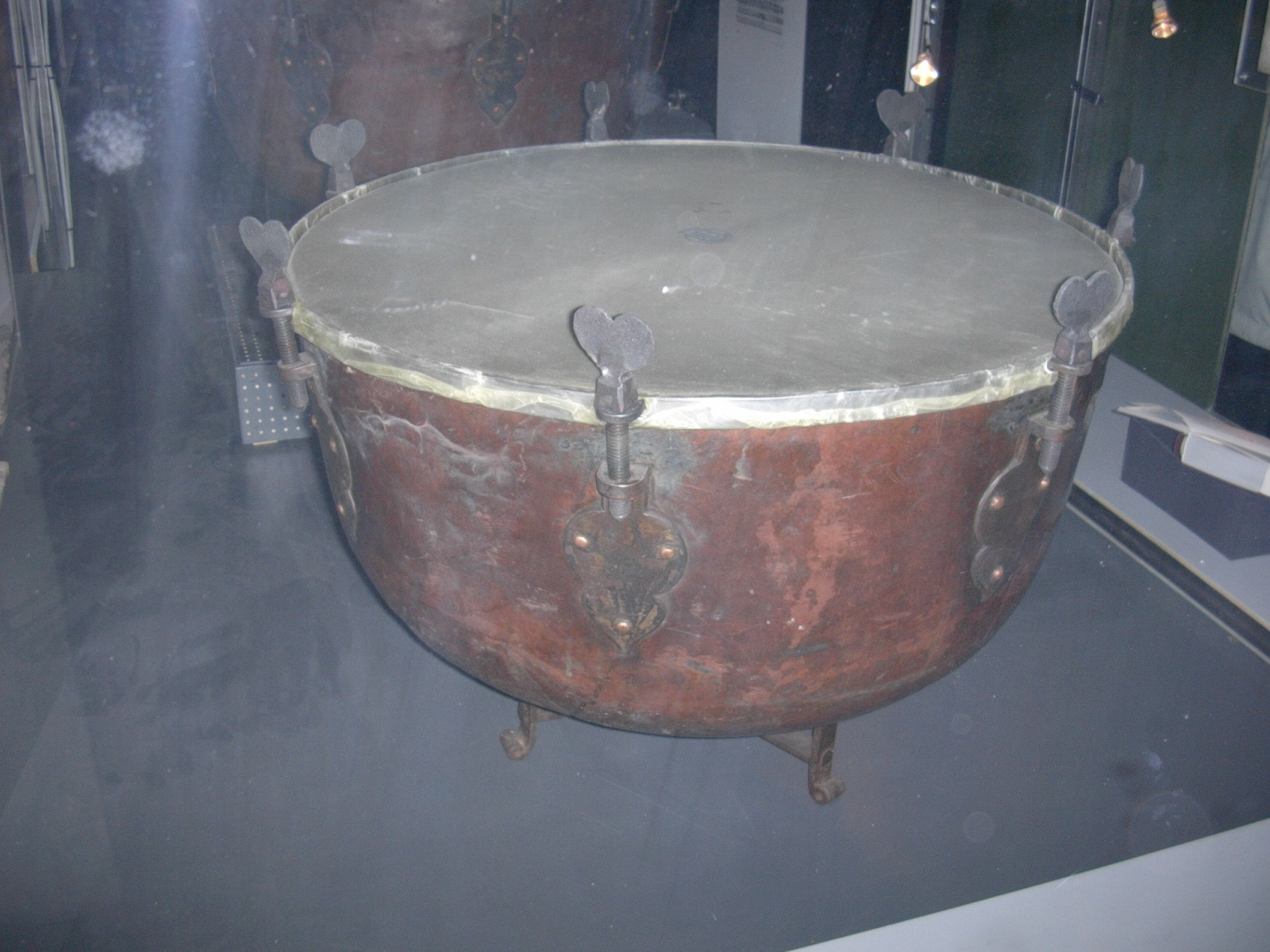
Form der Pauke zur Bachzeit (ausgestellt in der Thomaskirche zu Leipzig)

Die älteste bekannte Kesseltrommel ist die seit altbabylonischer Zeit in Mesopotamien in einem Stieropferkult verwendete heilige Trommel lilissu. Das im Alten Testament hebräisch tof genannte Schlaginstrument war offensichtlich eine Rahmentrommel und wird nur selten als Kesseltrommel interpretiert. Bis zu den von Praetorius als „ungeheure Rumpelfässer“ geschilderten Heerpauken des 16. und 17. Jahrhunderts (Syntagma musicum II, De Organographia, 1619) und unseren Konzertpauken sind Kesseltrommeln bei allen Völkern in den verschiedenartigsten Gestalten und Formen zu finden. Von den Persern und Türken kam die paarweise gespielte Kesseltrommel naqqara ins Abendland und verbreitete sich ab dem 12. Jahrhundert in England als nakers und im deutschen Sprachraum als puke.

### 18. Jahrhundert
Als man von der Pauke noch spärlichen Gebrauch machte und sie regelmäßig auf Tonika-Dominante (Quint- oder Quartstimmung) abstimmte, behandelte man sie in der Notierung wie ein transponierendes Instrument, d. h., man schrieb am Anfang die Stimmung vor: Timpani in Es–B oder in D–A, B–F usw., man notierte aber stets mit C–G oder vielmehr c–G. Von diesem Gebrauch kam man ab, als die Komponisten auch über die Quarte oder Quinte hinausgehende Töne verlangten (Beethoven: Fidelio A–es, 7. Sinfonie A–f, 8. und 9. Sinfonie F–f).
Im 18. Jahrhundert stand die Paukenvirtuosität in voller Blüte, als fürstliche Hofpauker auf bis zu vierzehn Pauken Konzerte gaben, wobei sie während des Schlagens noch die Schlägel in die Luft warfen und im Takt wieder auffingen. (Werke von J. C. Ch. Fischer, J. Ch. F. Fischer, J. K. F. Fischer, Družecký (Druschetzky), Endler, Graupner, Molter)

### 20./21. Jahrhundert
Als Solokonzert-Instrument kommt die Pauke in der Musik des 20. und 21. Jahrhunderts eher selten vor. Zu den wenigen Beispielen zählen: Capriccietto für vier Pauken und Streichorchester (um 1932) von Gerster, Konzert für Pauke und Orchester von Thärichen (1954), Der Wald – Konzert für Pauke und Orchester von Matthus (1984) oder das Konzertstück für Pauken und Orchester von Kagel (1990 bis 1992). Auch Widmanns Konzertouvertüre Con brio für Orchester (2008) ist hinsichtlich der Kompositionsanlage ein Paukenkonzert in einem Satz. For Shegué 10 ist ein Konzert für Pauke und Orchester von Luigi Morleo.

## Bauformen

### Schraubenpauke

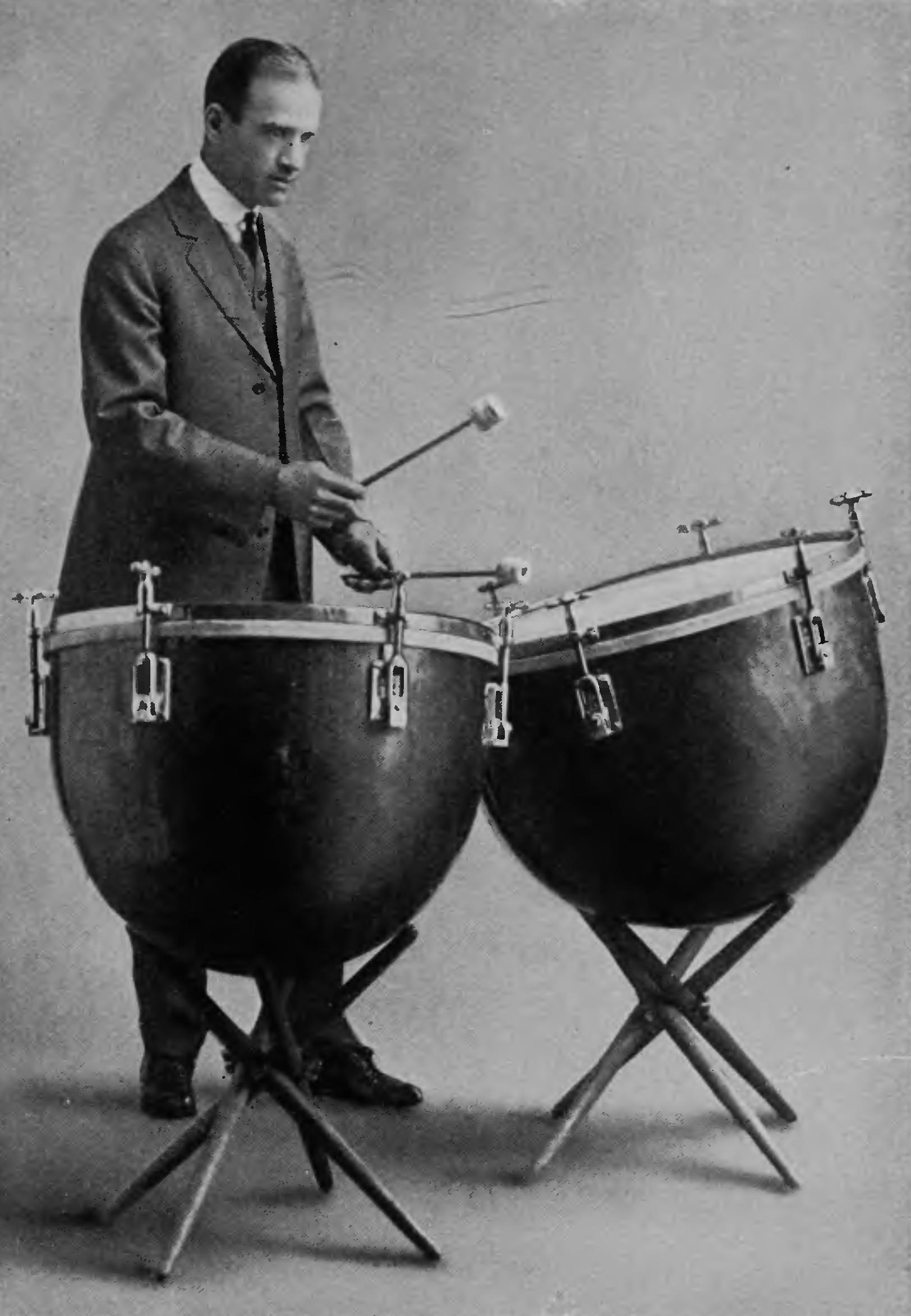
Paukist der Metropolitan Opera mit zwei Schraubenpauken (1917).

Die Schraubenpauken gelten als Urtypus der heute gespielten Instrumente, da sie mittels der Schrauben mit wenigen Handgriffen auf einen anderen Ton umgestimmt werden konnten. Sie waren bis zum Ende des 19. Jahrhunderts in Gebrauch und werden heute wegen ihres „Originalklanges“ wieder häufiger, vor allem von Orchestern mit historischem Klangbild unter der Bezeichnung Barockpauke in Konzerten eingesetzt.

### Maschinenpauke

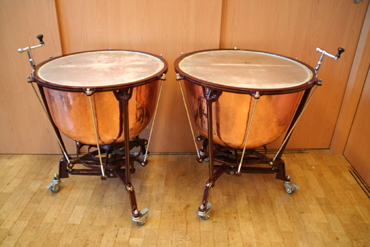
Kurbelpauken

Gerhard Kramer entwarf 1812 einen Stimmmechanismus mittels Hebel. 1836 baute Johann Einbigler (Frankfurt) die erste so genannte Maschinenpauke, eine Konstruktion, bei der das Umstimmen über ein zentrales Kurbel-Hebel-System (Kurbel-/Hebel-System) gelöst wurde. Das Stimmen und vor allem das Umstimmen war schneller und einfacher geworden. Pauken dieses Systems werden heute wieder vermehrt in Werken mit wenig Umstimmaufgaben ihres speziellen Klangbildes wegen eingesetzt. Die um 1850 in verschiedenen Varianten entstandene Dreh-Kessel-Pauke hat sich im symphonischen Bereich nicht durchgesetzt.

### Pedalpauke
Die große Veränderung brachte die Erfindung der Pedalpauke um 1880. Es ist nicht gesichert, wer die erste Pedalpauke baute. Das Patent vom Musiker Carl Pittrich aus Dresden, dem Vater des Komponisten Georg Pittrich, stammt aus dem Jahre 1881 und ist wegweisend für alle nachfolgenden Pedalsysteme gewesen. Nun konnte man die Pauke stufenlos und schnell mit dem Fuß umstimmen. Der Pauker hatte während des Umstimmvorgangs jetzt beide Hände frei und konnte, was neu war, ein gewirbeltes Glissando ausführen. Strauss war einer der ersten Komponisten, der diese neue Technik verwendete (Salomé). Bartók hat den Effekt des gewirbelten Glissandos in seiner Sonate für zwei Klaviere und Schlagzeug wirkungsvoll eingesetzt.

### Wiener Pauke
Richard Strauss war aber auch von einem anderen Paukentypus begeistert, nämlich von jenem der „Wiener Pauke“. Es handelt sich dabei um eine Handhebelpauke, die vom Solopauker der Wiener Philharmoniker Hans Schnellar (1865–1945) aus der Dresdner Pauke weiterentwickelt wurde. Modifiziert von seinen Nachfolgern Richard Hochrainer und Wolfgang Schuster wird die Wiener Pauke auch gegenwärtig in Wien hergestellt und wird auch weiterhin in allen großen Wiener Traditionsorchestern fast ausschließlich verwendet. Bei dieser Konstruktion drückt ein Mechanismus den Kessel gegen das fixierte Fell um eine bestimmte Tonhöhe zu erzielen, und als Fell wird Ziegenpergament verwendet. Die Spielweise mit Handhebel schränkt moderne Spieltechniken ein, da z. B. kein Glissando-Wirbel möglich ist. Bevorzugt wird das Instrument in Wien dennoch, da der Ton weniger perkussiv ist, dafür die Grundtonhöhe jedoch deutlich wahrzunehmen ist.

## Bekannte Paukenhersteller und Paukisten
Ein bekannter Paukenhersteller war beispielsweise die auch Schlagzeugzubehör fertigende Firma Offelder in Aachen. Zu den bekannten Dozenten für Pauke zählt der Perkussionist und Schlagzeuger Josef Offelder, zu dessen Schülern der Komponist Peter Kiefer gehört.